# 鄧恩縣 (威斯康辛州)
鄧恩县（英語：Dunn County）是位於美國威斯康辛州西部的一個縣。面積2,298平方公里。根據美國2000年人口普查估計，共有人口27,961人。縣治梅諾莫尼 (Menomonie)。
成立於1854年2月3日，縣政府成立於1857年。縣名來自伊利諾伊州州議員、威斯康辛準州首席法官、州參議員查爾斯·鄧恩。